# Blauwe Engel

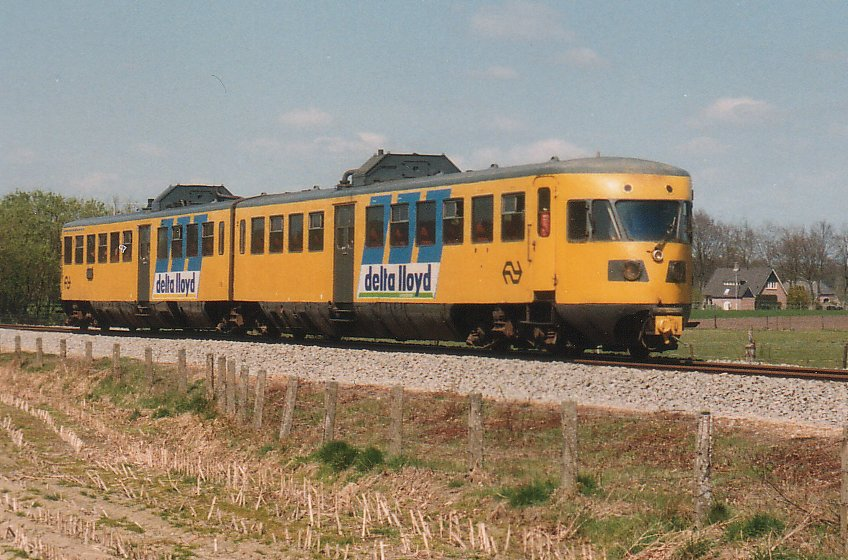
DE2 176 in de gele huisstijl nadert Vorden.

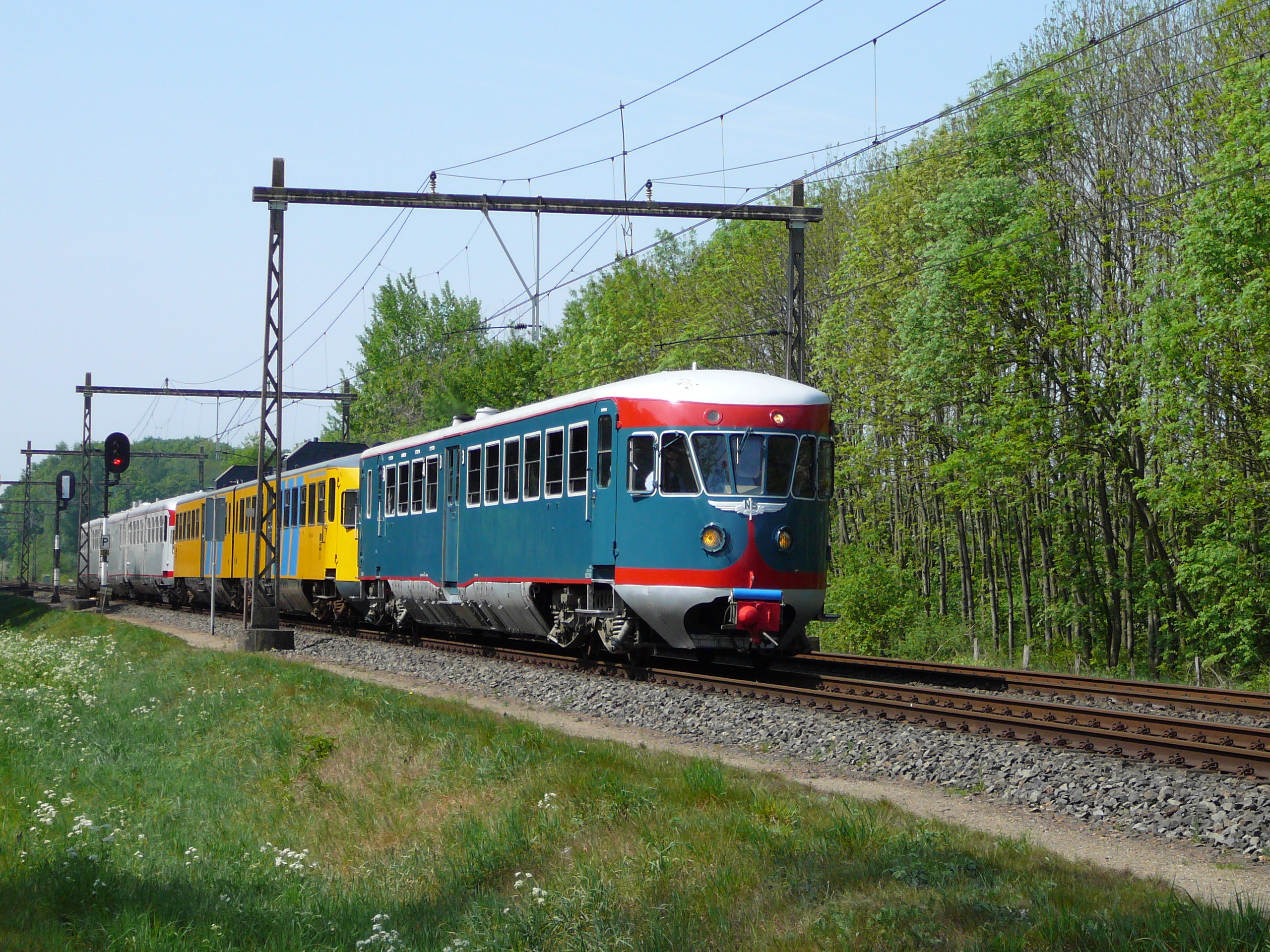
Beide rijvaardige museumstellen 41 en 186 brengen DE3 treinstel 27 van Het Spoorwegmuseum naar Tilburg. De kleurrijke combinatie op 28 april 2007 tussen Teuge en Twello.

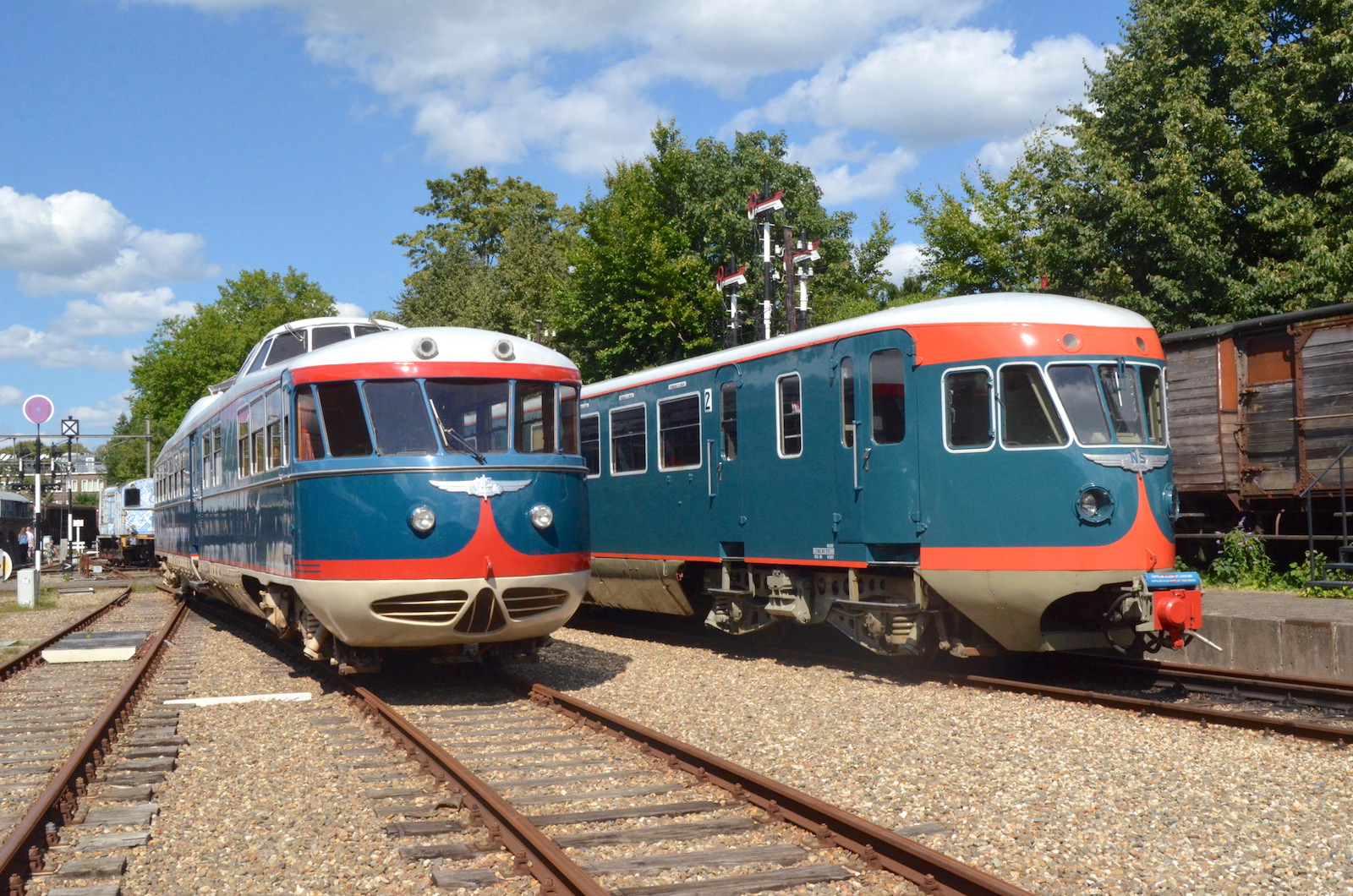
De motorrijtuigen NS 20 en NS 41 in het Spoorwegmuseum. NS 20 (de Kameel) is technisch verwant met de NS 41, maar heeft een afwijkende wagenbak.

Plan X, eerder: materieel DE1 en DE2, beter bekend onder de naam Blauwe Engel, was een serie Nederlandse dieselelektrische treinstellen die van 1953 tot 1998 door de Nederlandse Spoorwegen werd ingezet. De naam was ontleend aan de helderblauwe kleur die deze treinstellen aanvankelijk hadden. Een verband met de beroemde speelfilm Der blaue Engel uit 1930 is vaak gesuggereerd, maar nooit vastgesteld. Bij de invoering van nieuwe kleuren voor dieseltreinen rond 1960, werd de bijnaam "Rode Duivels".

## De treinstellen
Dit materieel werd in 1953-1954 gebouwd door de Rotterdamse rollendmaterieelfabrikant Allan (voluit: Allan & Co's Koninklijke Nederlandsche Fabrieken van Meubelen en Spoorwegmaterieel NV) in opdracht van de Nederlandse Spoorwegen. Er werden 30 motorrijtuigen DE1 (genummerd 21-50) en 46 tweedelige treinstellen DE2 (genummerd 61-106) gebouwd.
Een DE1 had slechts twee coupés (roken en niet roken). Er was geen aparte 1e-klascoupé, in plaats daarvan hadden acht zitplaatsen in de niet-rokencoupé een afwijkende stoelbekleding en deze golden als 1e klas. De hele serie werd gebouwd onder de noemer Plan X, echter deze benaming werd pas echt gebruikt voor de stellen die van 1975-1981 gemoderniseerd en geel geschilderd werden. Ze kregen daarbij ook nieuwe nummers: 161-186.
De Blauwe Engelen zijn sinds 2002 niet meer in dienst, maar verschillende exemplaren zijn bewaard gebleven.
Tot de serie behoort, althans in technisch opzicht, ook nummer 20, bijgenaamd Kameel, het inspectievoertuig van de NS-directie, dat uiterlijk echter geheel afwijkt.

### Beschrijving
De kopvorm van het materieel is afgeleid van Mat '46. Een DE1 is 27,05 meter lang en heeft twee draaistellen die elk worden aangedreven door twee elektromotoren. Een DE2 is 45,4 meter lang en heeft drie draaistellen, waarvan het eerste en derde elk aangedreven worden door twee elektromotoren. Het middelste draaistel van DE2 is een jacobsdraaistel. De elektrische stroom wordt geleverd door twee AEC dieselmotoren (geleverd door Kemper & Van Twist) met gekoppelde generator die elk twee tractiemotoren aandrijven. Eind jaren vijftig zijn de motoren van de treinstellen DE2 vervangen door een zwaarder type. De radstand van de draaistellen van Plan X meet 3,0 m en de hart-op-hartafstand van de draaistellen bedraagt 18,35 meter. De stellen hebben Scharfenbergkoppelingen en kunnen met elkaar in treinschakeling rijden tot maximaal drie exemplaren, maar niet met andere materieeltypen.
Dit materieel kwam in een lichtblauwe kleur met oranje biezen en voorzien van vleugels onder de cabineramen op de baan en kreeg derhalve reeds in 1954 de bijnaam Blauwe Engel. In de jaren zestig werden de treinstellen gereviseerd, en in de toen voor dieselmaterieel gebruikelijke kleur rood geschilderd.
In 1979 werden de eerste motorrijtuigen buiten dienst gesteld en gesloopt. Door de komst van het nieuwe dieselhydraulisch materieel, de Wadlopers volgden de meeste motorrijtuigen begin jaren tachtig. Door een materieeltekort werden de 21, 22, 25, 33, 34, 36 en 41 (het latere museumrijtuig) langer in dienst gehouden. Ondertussen werden er 26 van de 46 tweewagenstellen gereviseerd en gemoderniseerd.
Een aantal stellen werd na een ongeval buiten dienst gesteld. Tussen de zomers van 1984 en 1985 volgden de laatste onverbouwde stellen en in de zomer van 1985 de laatste motorrijtuigen. In de loop van 1986 werden de laatste niet verbouwde Blauwe Engelen gesloopt

### Modernisering
Nadat de Hoofdwerkplaats Haarlem DE2-treinstel 88 als prototype in 1975 met succes had gerenoveerd, volgden in de periode 1977-1981 nog eens 25 Plan X treinstellen DE2 waarbij verschillende bakwisselingen plaats vonden. De treinstellen kregen onder andere ruimere cabines, een nieuw interieur met rode banken, zoals in de sprinters met een kleine eerste-klasafdeling, twee nieuwe Cummins dieselmotoren met op het dak boven elk balkon een koelinstallatie voor de dieselmotoren, centraal bediende deursluiting voor alle deuren, schuiframen in plaats van de tijdrovend te openen zwengelramen, de beruchte afstapjes naar het balkon kwamen te vervallen en ze kregen de gele huisstijlkleur. De vernieuwde treinstellen werden vernummerd tot 161-186. Omdat de 161 te veel afweek van de later verbouwde treinstellen, werd dit prototype in 1984 al terzijde gesteld. Het stel werd bijna 4 jaar later gesloopt.
Treinstel 169 werd na een ongeval in 1995 buiten dienst gesteld. De overige stellen volgden vrijwel allemaal in 1997. Alleen de stellen 171, 178 en 179, die in Zuid-Limburg actief waren, werden pas in 1998 afgevoerd. De 180 en 186 werden van 1998 tot 2002 ingezet door Oostnet/Syntus. De 164 ging mee als 'plukstel'. Behalve de bewaarde exemplaren zijn alle treinstellen voor het eind van 1998 gesloopt.

## Interieurfoto's

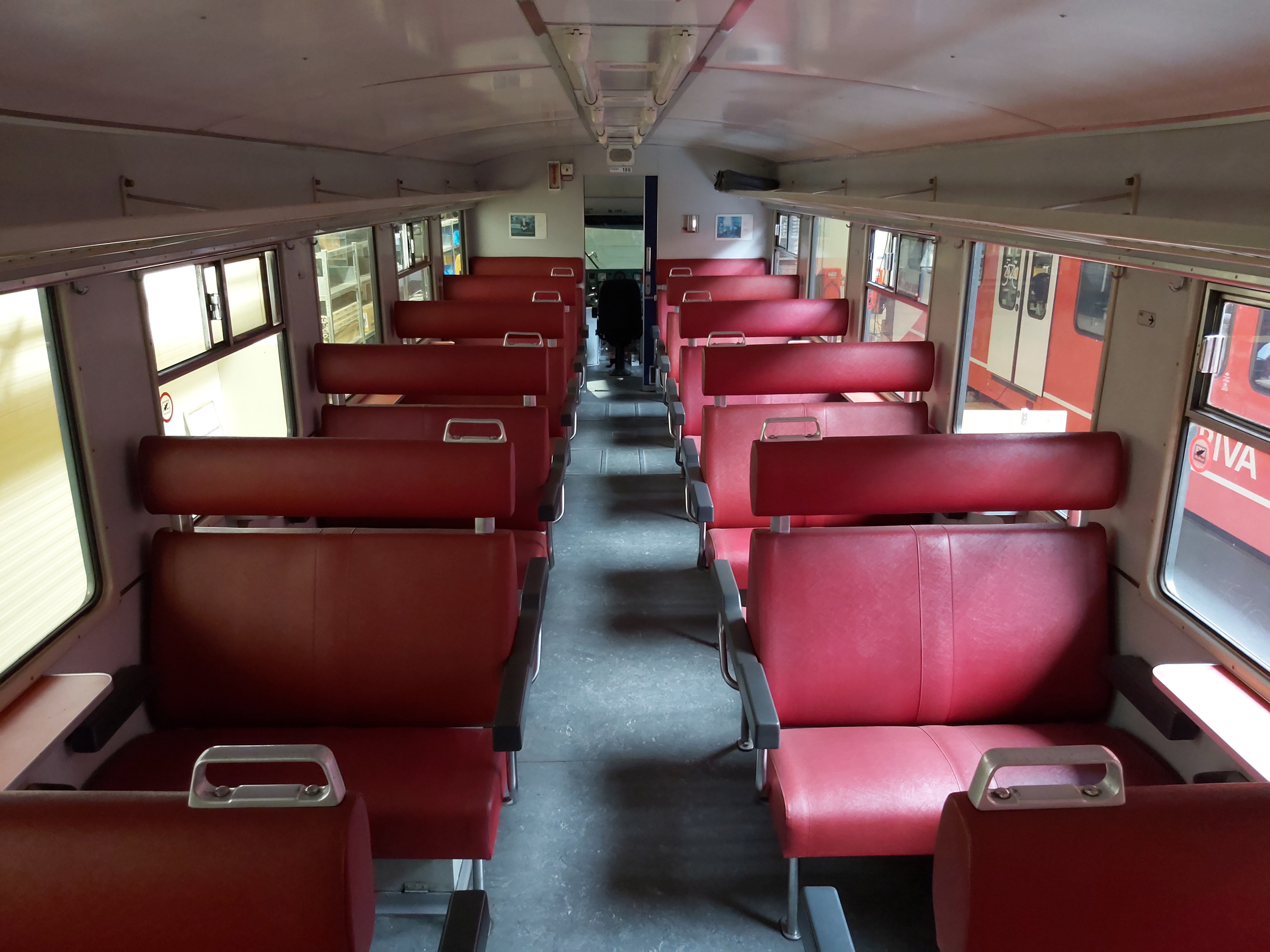
Interieur gemoderniseerd 2e klasse
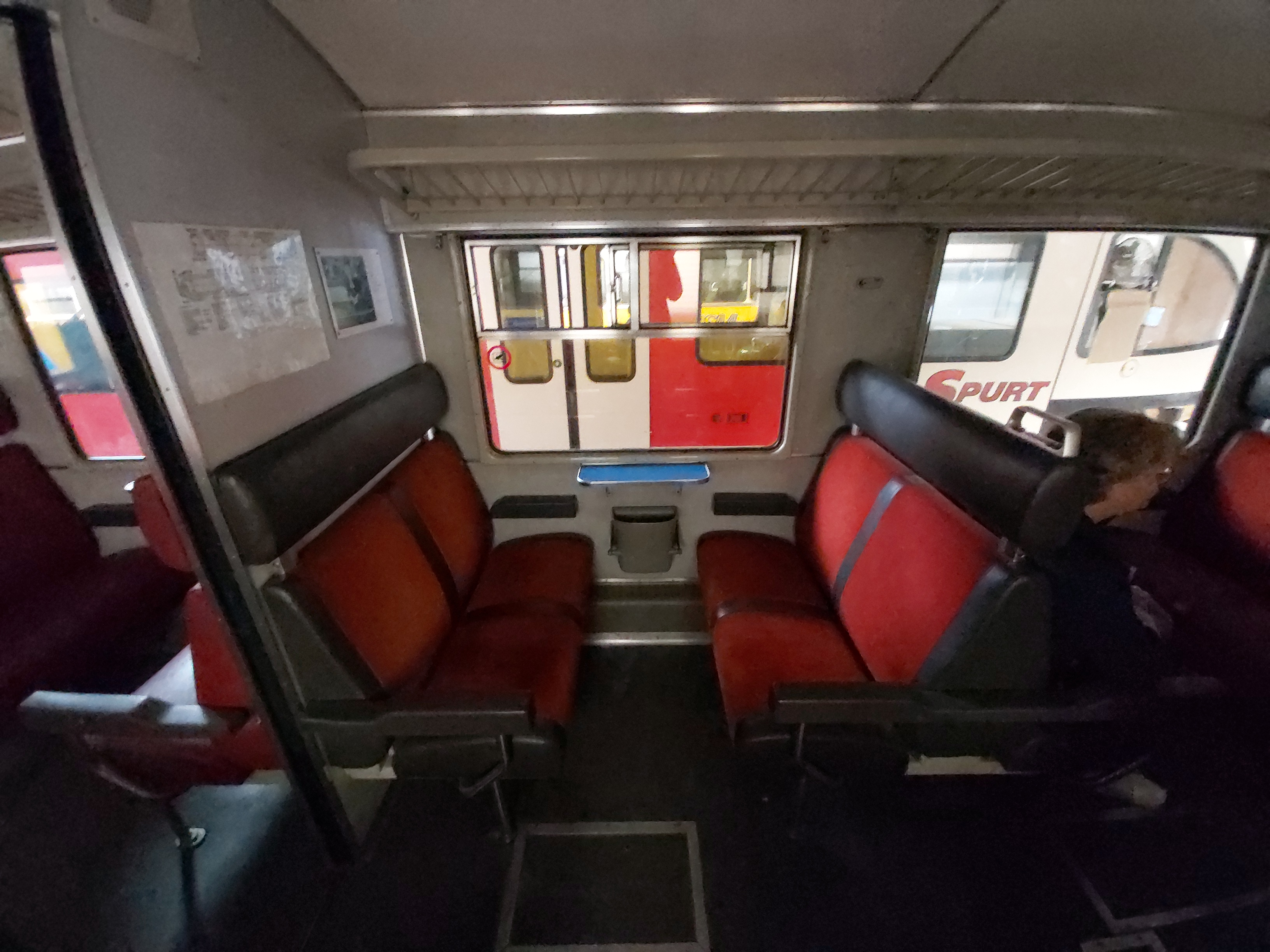
Interieur gemoderniseerd 1e klasse.
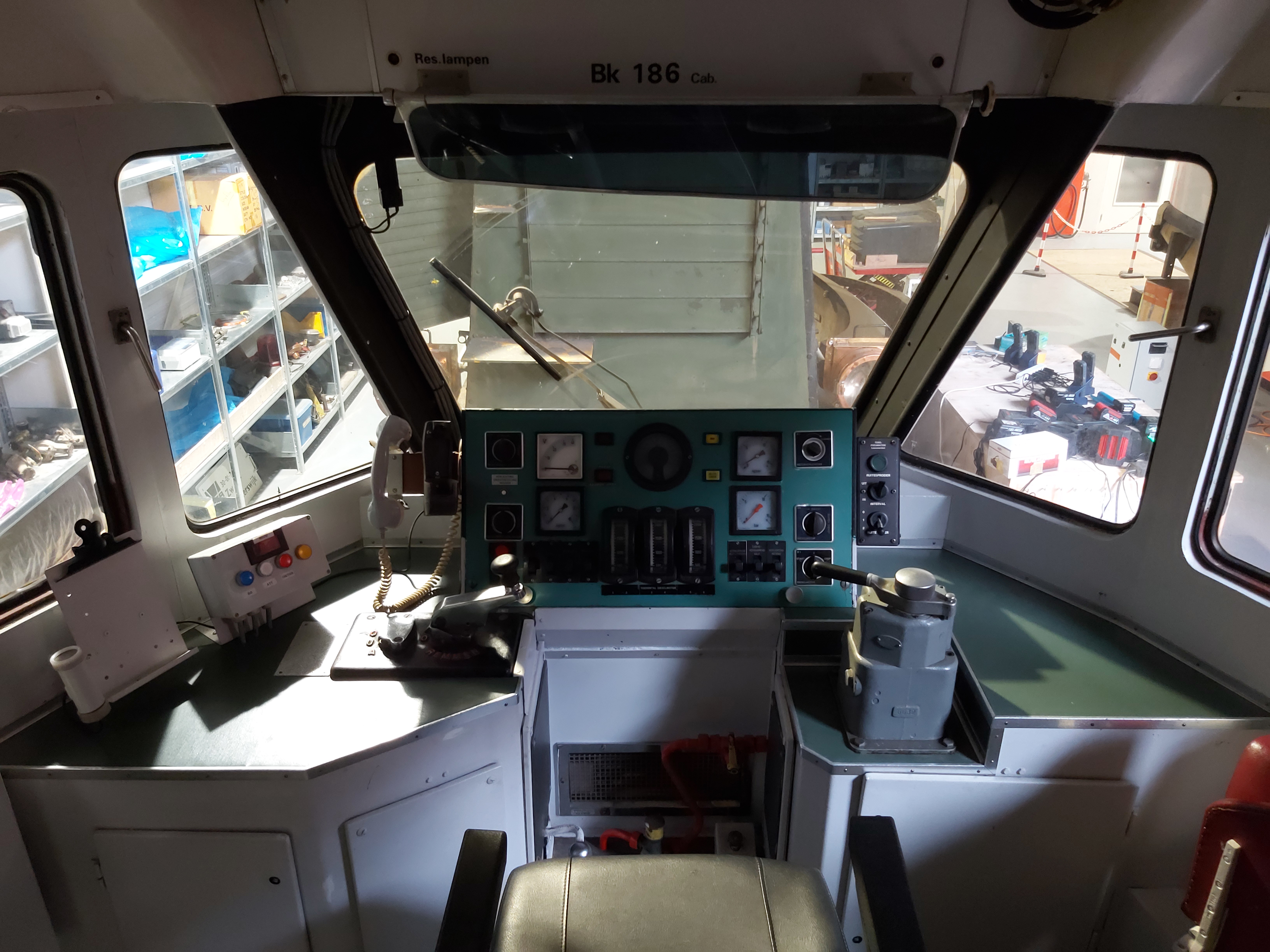
Cabine
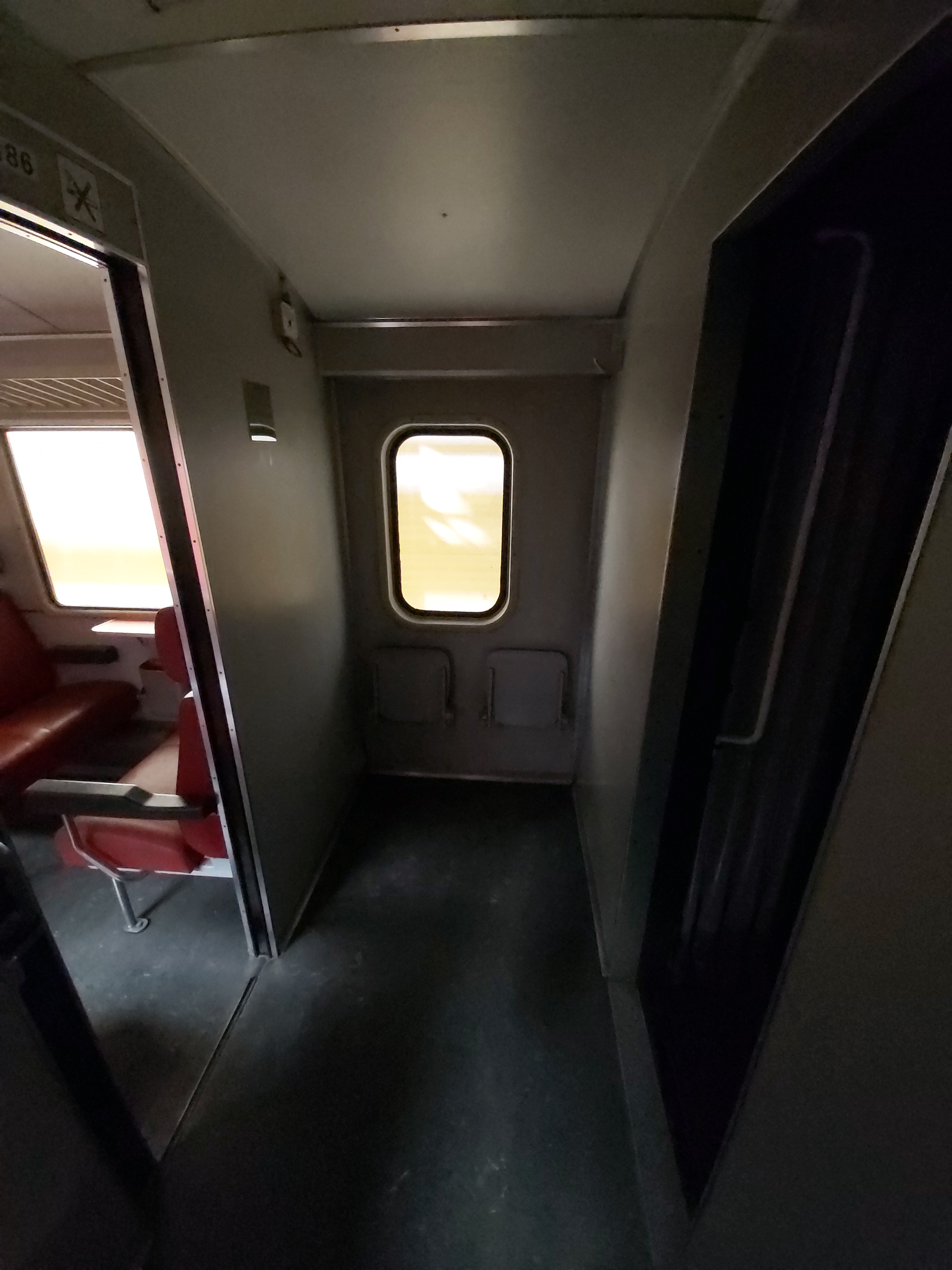
Afgesloten eindbalkon van een gemoderniseerd stel.
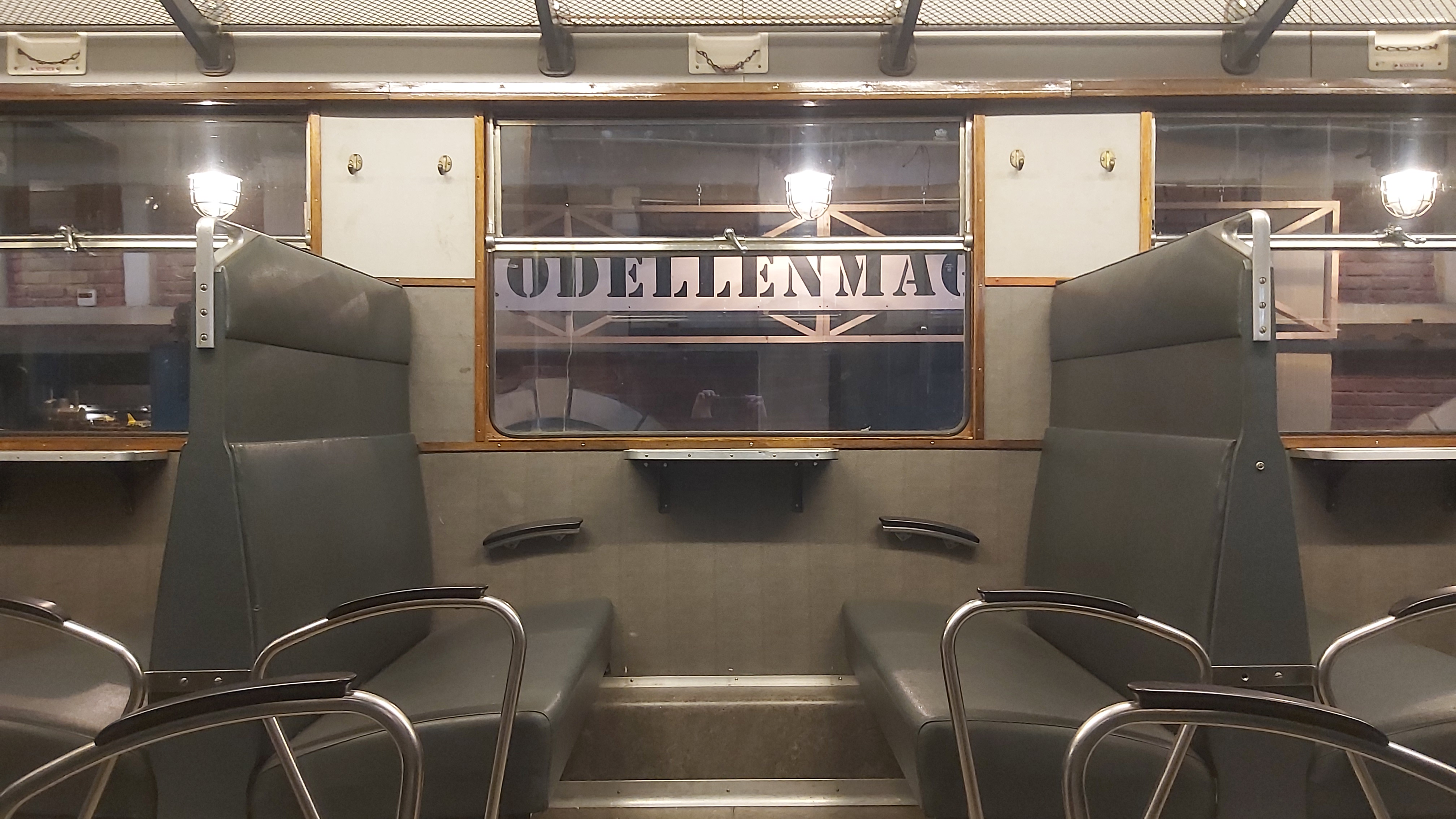
Origineel interieur 2e klas
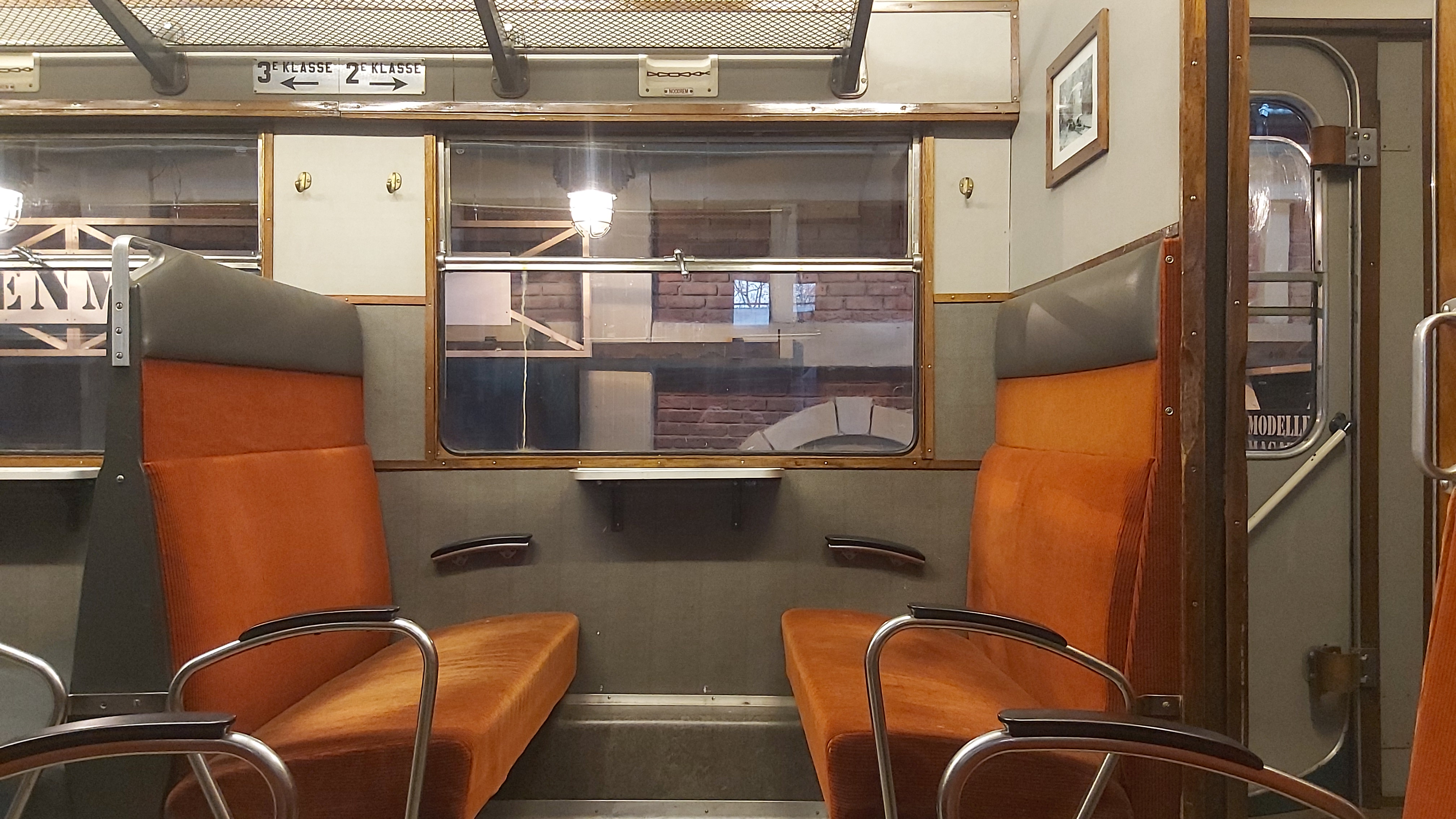
Origineel interieur 1e klas

## Inzet

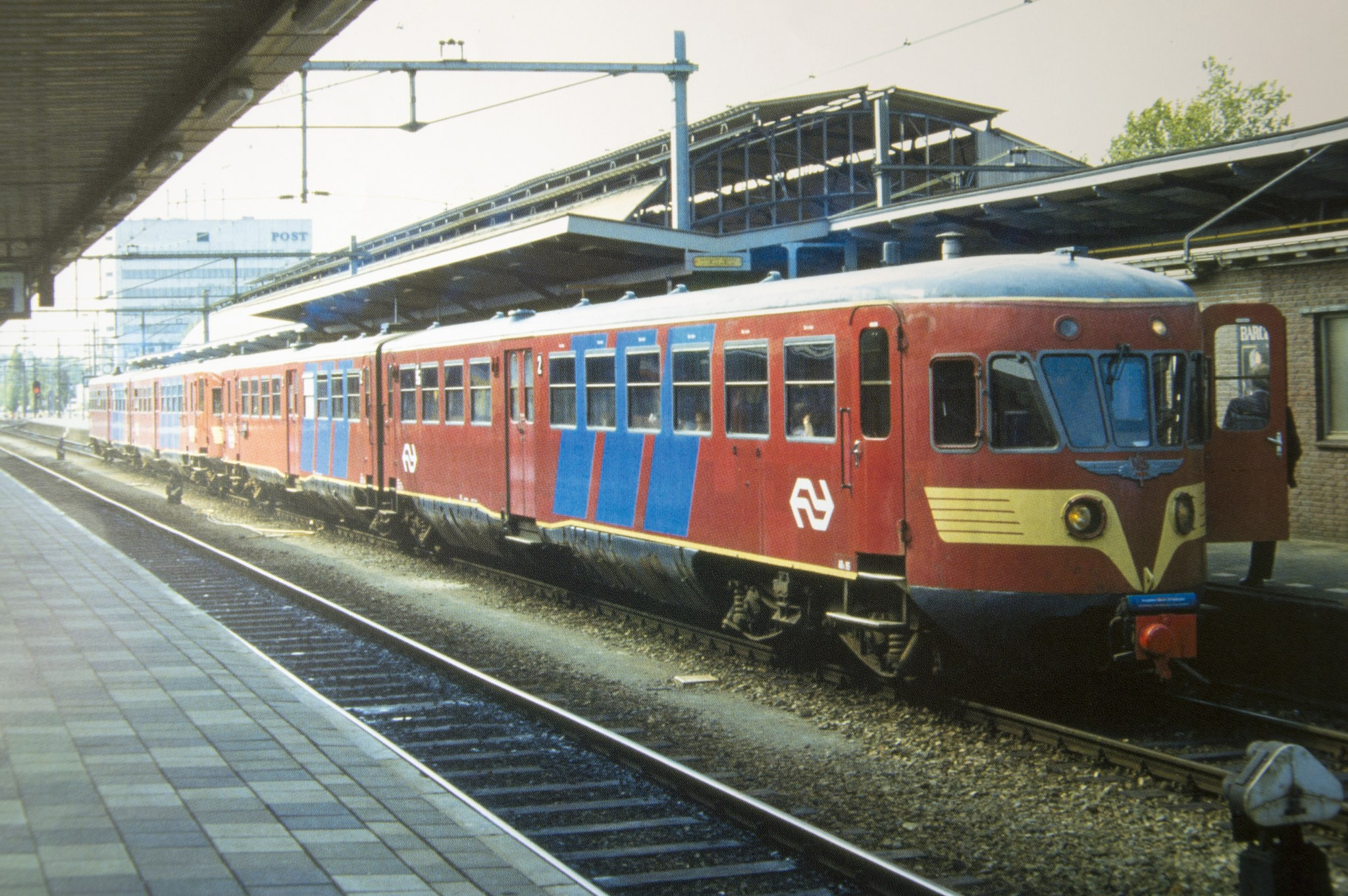
De Blauwe Engel werd na 1958 rood geschilderd. Tot 1985 deden de stellen nog volop in deze kleur dienst op de secundaire lijnen in het noorden en het oosten van Nederland. Station Zwolle; circa 1980.

De DE1- en DE2-treinstellen waren te zien op bijna alle niet-geëlektrificeerde spoorlijnen in Nederland. In de meeste gevallen vervingen de treinstellen de stoomtractie die nog op deze lijnen actief was. De eerste treinstellen werden in 1953 ingezet op de lijnen Arnhem – Winterswijk, Gouda – Alphen aan den Rijn en tussen Leeuwarden en Sneek. Later dat jaar volgden de lijnen Groningen – Delfzijl en Groningen – Roodeschool. Het jaar daarna volgden het Kamperlijntje, de spoorlijn Zwolle - Almelo en de overige niet-geëlektrificeerde baanvakken in Groningen en Friesland. Ten slotte werden in 1954 de Blauwe Engelen geïntroduceerd in Zuid-Limburg. Hierbij reden de treinstellen ook de internationale treindiensten tussen Maastricht en Luik en tussen Heerlen en Aken. Door elektrificatie verdwenen de treinstellen in 1956 alweer van het traject Gouda – Alphen aan den Rijn.
Begin jaren zestig kwamen de Plan U-treinstellen in dienst. Zij vervingen de Blauwe Engelen op de lijnen Groningen – Leeuwarden en Arnhem – Winterswijk. De vrijgekomen treinstellen werden vooral in Twente en rond Zutphen ingezet. Ook reden de treinstellen in de jaren zestig korte tijd tussen Alkmaar en Hoorn. Tussen 1970 en de elektrificatie van het traject Geldermalsen – Tiel in 1978 reden de DE1 en DE2-treinstellen de doorgaande treinen tussen Utrecht – Geldermalsen en Arnhem/Nijmegen. Vanaf 1978 werd deze dienst ingekort tot Tiel. In 1977 was ondertussen de inzet van de treinstellen tussen Maastricht en Aken beëindigd.
Tussen 1981 en 1983 werden de Blauwe Engelen op de Noordelijke Nevenlijnen vervangen door de nieuwe Wadlopers en werd begonnen met de grootschalige afvoer van de niet-verbouwde treinstellen. In 1985 gingen de laatste niet-gemoderniseerde treinstellen buiten dienst.
De verbouwde DE2-treinstellen werden voornamelijk op de diesellijnen rond Zwolle en Zutphen en tussen Arnhem en Tiel ingezet. In 1985 werd het traject Maastricht – Luik geëlektrificeerd en verdwenen de treinstellen uit deze internationale dienst. In 1986 werd het traject Heerlen – Kerkrade Centrum geëlektrificeerd. De DE2-treinstellen bleven daarna nog twee jaar rijden tussen Kerkrade Centrum en Valkenburg. In 1988 werd deze treindienst beëindigd. Voor enkele maanden verdwenen de DE2-treinstellen uit Zuid-Limburg. In december dat jaar werd het materieel echter weer ingezet tussen Maastricht en Aken. In mei 1992 werd de treindienst Maastricht – Aken gewijzigd in Heerlen – Aken, ook hierbij werd gebruikgemaakt van de DE2-treinstellen. Uiteindelijk werden zij hier in augustus 1998 vervangen door het nieuwe dieselmaterieel '90 (DM '90).

### De laatste jaren
Door de komst van het nieuwe DM '90 schoven de Plan U-treinstellen door naar de minder belangrijke diesellijnen waar zij de DE2-treinstellen gingen vervangen. In 1996 en 1997 verdwenen de treinstellen van vrijwel al hun stamlijnen. Op 30 juni 1997 werden de laatste treinstellen (met uitzondering van de treinstellen die tussen Heerlen en Aken reden) buiten dienst gesteld. Deze bleven nog tot september dat jaar diverse keren invallen in de reizigersdienst. Ze keerden hierbij regelmatig terug tussen Zwolle en Kampen, maar waren ook op andere diesellijnen te zien. Zoals vermeld viel een jaar later, in augustus 1998, ook het doek voor de Limburgse treinstellen.

### Inzet bij Oostnet/Connexxion
Vanaf mei 1998 werden de treinstellen 180 en 186 ingezet op het traject Almelo – Mariënberg. Dit was de eerste regionale spoorlijn die openbaar werd aanbesteed. De lijn werd het eerste jaar geëxploiteerd door Oostnet. Dit bedrijf ging in 1999 op in Connexxion waarbij Syntus verantwoordelijk werd voor de treindienst. Het stel 164 diende als plukstel en stond in Hengelo. Terwijl de 180 al eerder de geest had gegeven, hield de 186 het nog tot mei 2002 vol. Het treinstel werd eerst vervangen door twee treinstellen van het type Wadloper en later door twee LINT-treinstellen.

## Na de buitendienststelling

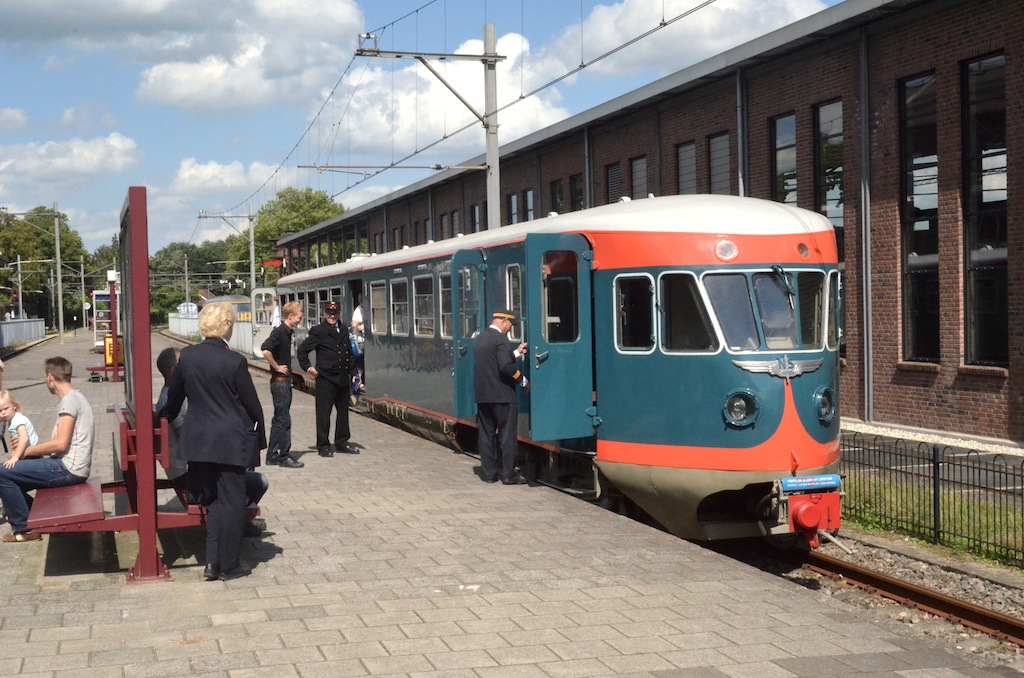
Blauwe Engel 41 staat in het Spoorwegmuseum gereed voor een rit als Heimwee Express naar station Amersfoort; 9 augustus 2014.

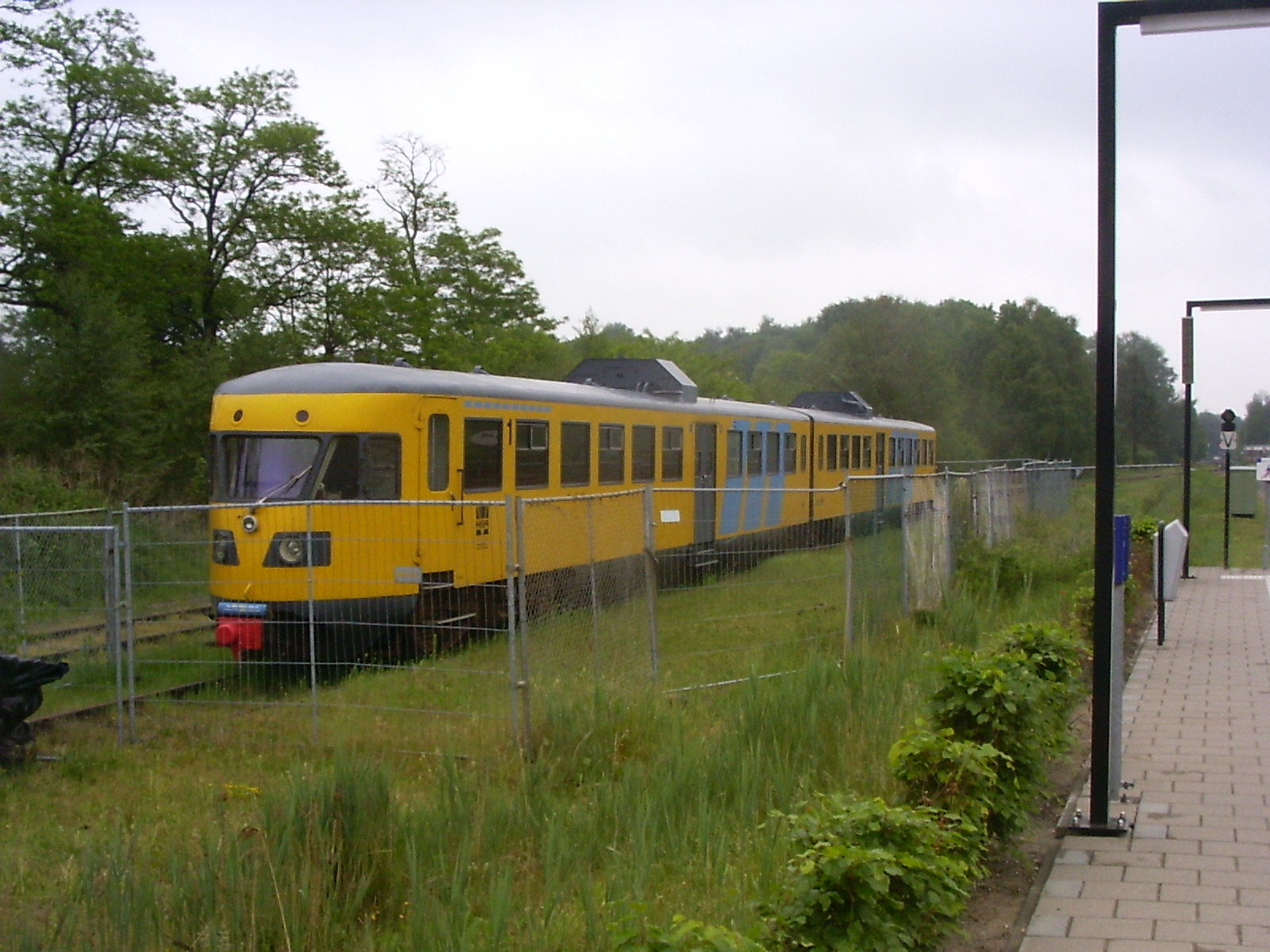
Treinstel 186 te Winterswijk.

De laatste rijtuigen DE1 en de onverbouwde (rode) DE2 zijn in 1985 buiten dienst gesteld. Motorrijtuig 41 is bewaard gebleven en is nu eigendom van het Nederlands Spoorwegmuseum te Utrecht. Het rijtuig is volledig gerestaureerd en in de oorspronkelijke blauwe kleur geschilderd. Vanaf 1995 is het rijvaardig en wordt het ingezet bij diverse speciale ritten, waaronder een aantal Heimwee Expressen van het Spoorwegmuseum. In 2009 is het motorrijtuig voorzien van ATBe. Bij de laatste schilderbeurt in september 2013 zijn de schortplaten grijs en de biezen in de oranje kleur geschilderd.
Een kop van motorrijtuig 21 heeft eerst enkele jaren aan een muur van de werkplaats Zwolle gehangen. Bij de verbouwing aldaar is deze verdwenen. De kop is nu ondergebracht bij de STAR.
Ook de kop van de ABk 169 is bewaard gebleven, deze staat in Spoorwegmuseum Waterhuizen nabij Groningen.
De kop van een treinstel, die bewaard was in het jongerencentrum De Schoudermantel te Odijk, ging bij een oudejaarsbrand door vuurwerk verloren.
Treinstel 179 is in 1999 overgedragen aan de Zuid-Limburgse Stoomtrein Maatschappij. Treinstel 178 heeft hierbij een aantal reserve-onderdelen afgestaan en is daarna gesloopt. De 179 is niet-rijvaardig opgeborgen in Simpelveld.
De voormalige Oostnet-treinstellen 164 en 180 zijn naar de Haarlem IJmuidense Spoorweg Maatschappij (HIJSM) te Haarlem gegaan. De 164 werd in het najaar van 2005 doorverkocht aan een firma in Hoogwoud. De ABk is daar, net als een aantal andere vervoermiddelen te huur als vakantieappartement. De Bk is gesloopt, de kop werd behouden en kreeg een plaats op het erf. De 180 werd in 2020 over de weg naar Hengelo verplaatst om daar opgeknapt te worden om in Twekkelo dienst te doen als wacht- en schuilgelegenheid bij een spoorfietsenbedrijf.
Treinstel 186 werd eigendom van de Stichting Historisch Streekvervoer Achterhoek (HSA) (tegenwoordig Transit Oost) te Winterswijk. Het stel werd weer teruggebracht in de gele NS-kleurstelling en is anno 2016 het enige rijvaardige DE2-treinstel.

## Trivia
- In 1986 werd een treinstel Plan X gebruikt voor de opnames van de film Flodder. Op een overweg tussen Wijlre en Schin op Geul, onderdeel van de spoorlijn van de ZLSM, wordt Opa Flodder overreden door deze trein. Het treinstelnummer is 179.[6]
- Treinstel 181 is de eerste en vooralsnog enige trein die ooit een Nederlands Waddeneiland heeft bereikt. Een deel van de ABk stond in de zomer van 1998 ten behoeve van het Oerol Festival op het strand van Terschelling. Het treindeel kwam hierbij uit een 'tunnel' gereden. Aan de overkant, in Harlingen. was het andere eind van de tunnel gesitueerd.
- Treinstel 183 is als enige treinstel in de gele huisstijl voorzien geweest van een zwarte snor op de cabine, zoals gebruikelijk was toen de stellen nog in de rode kleur dienst deden, voorzien van eenzelfde snor in lichtgele kleur.
- Treinstel 186 (in 1981 samengesteld uit bakken van 77 en 87) is met ruim 48 dienstjaren (1954-2002) vooralsnog het treinstel dat het langst in de reguliere Nederlandse reizigersdienst is ingezet.

## Historische afbeeldingen

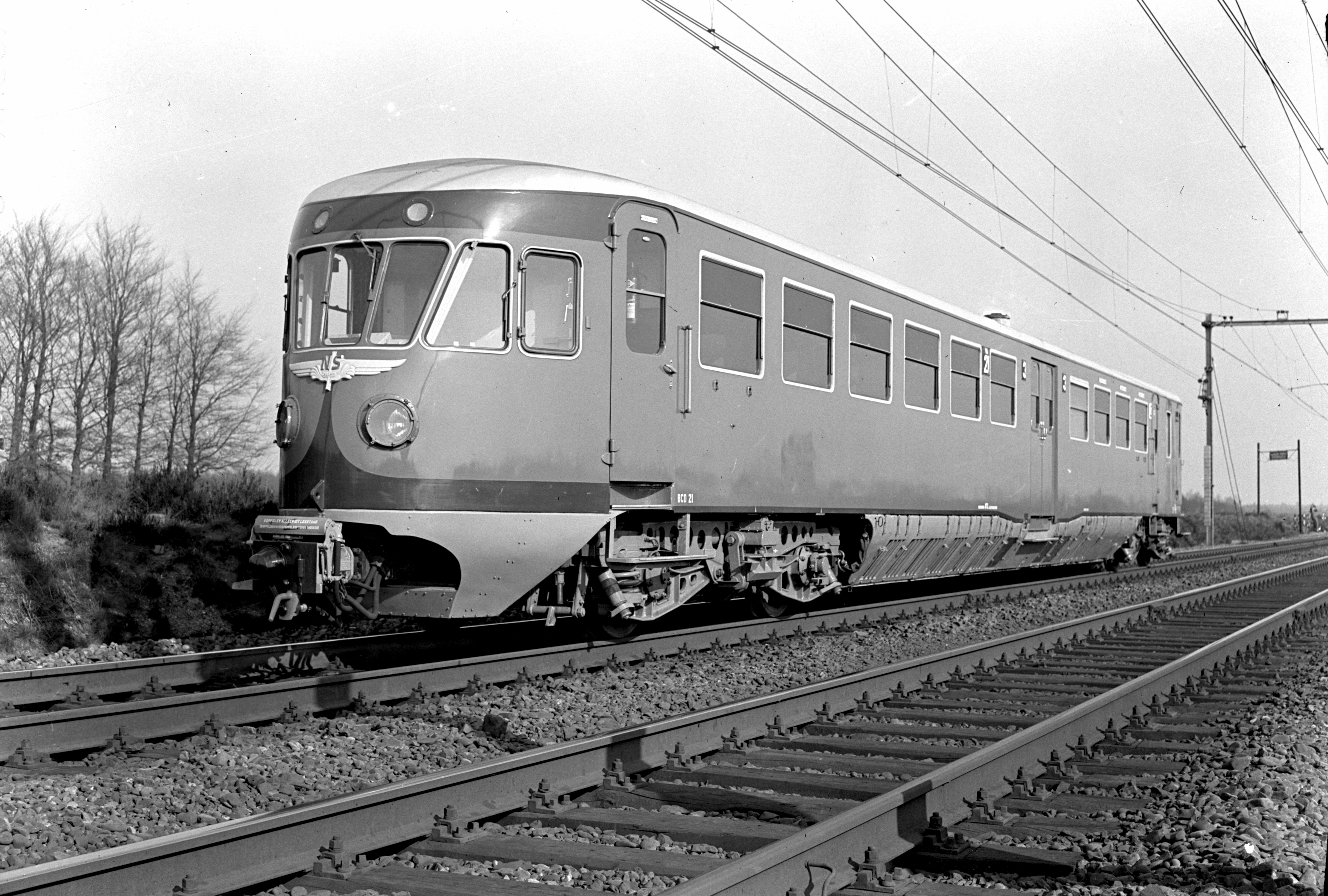
Het diesel-elektrische motorrijtuig nr. 21 tijdens een proefrit te Wolfheze; 20 februari 1953.
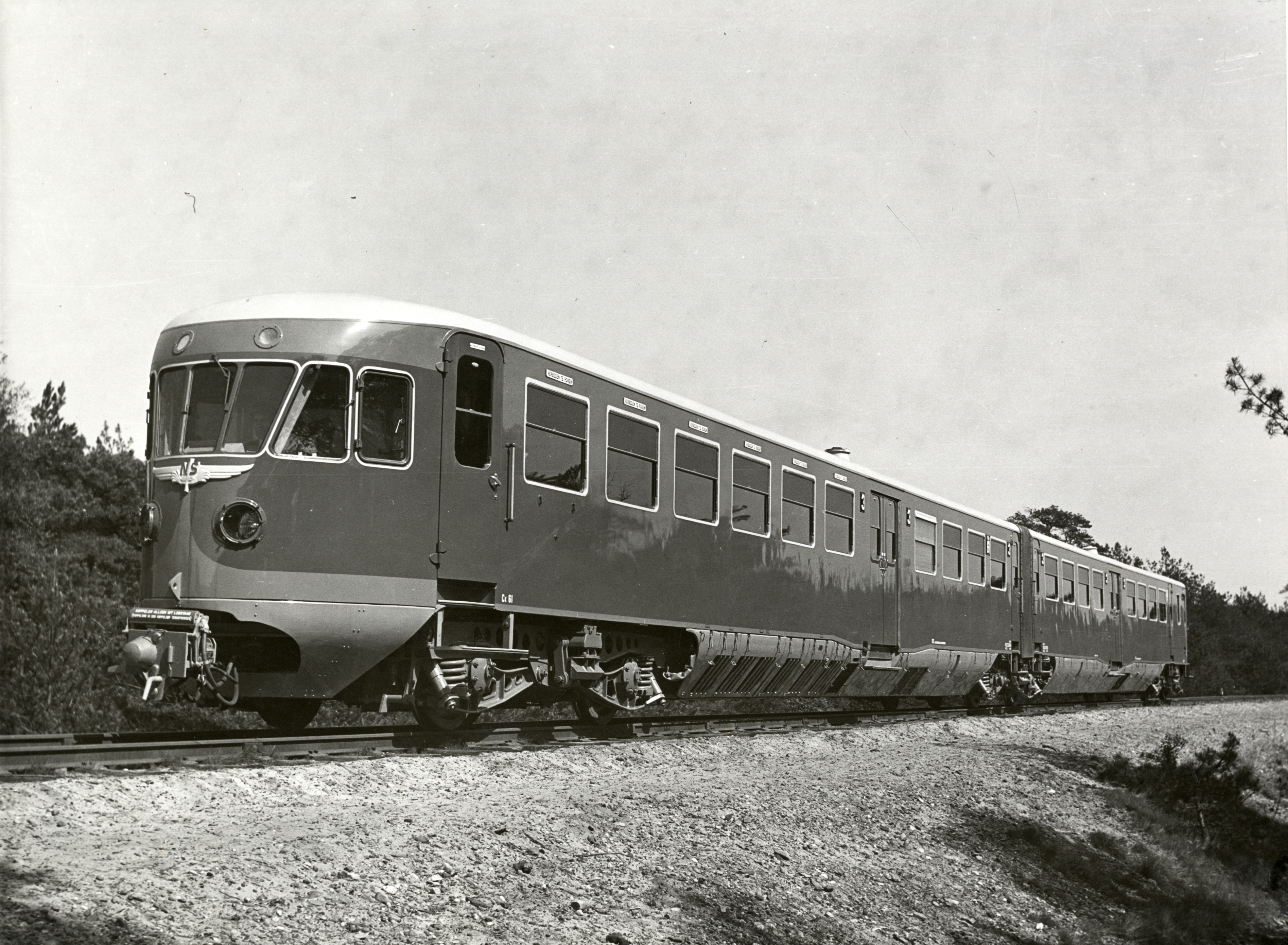
Diesel-elektrisch treinstel nr. 61 tijdens een proefrit te Bilthoven op de spoorlijn Bilthoven – Zeist; 2 mei 1953.
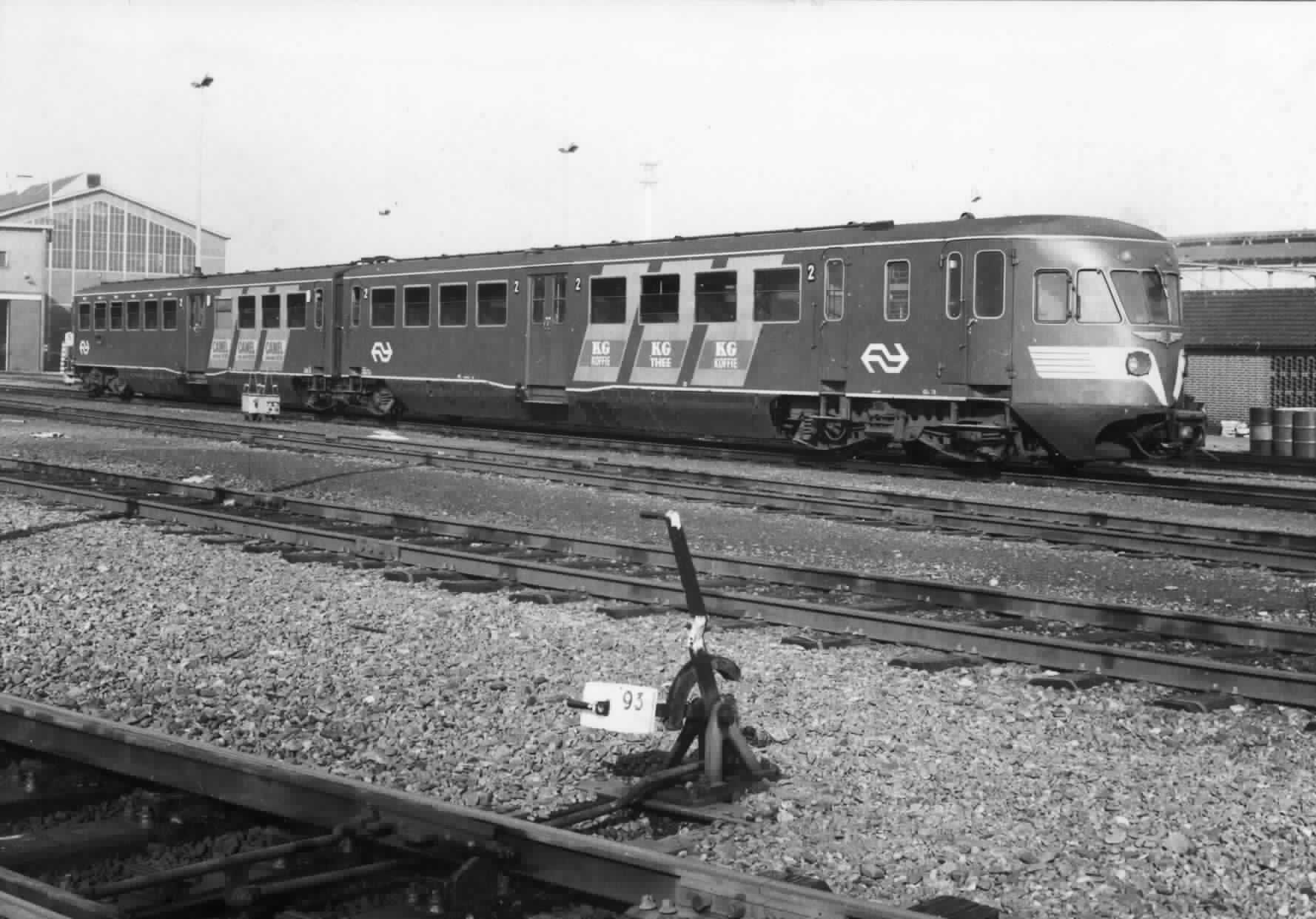
Diesel-elektrisch treinstel DE 2 nr. 70 bij de werkplaats te Zwolle; 1969.
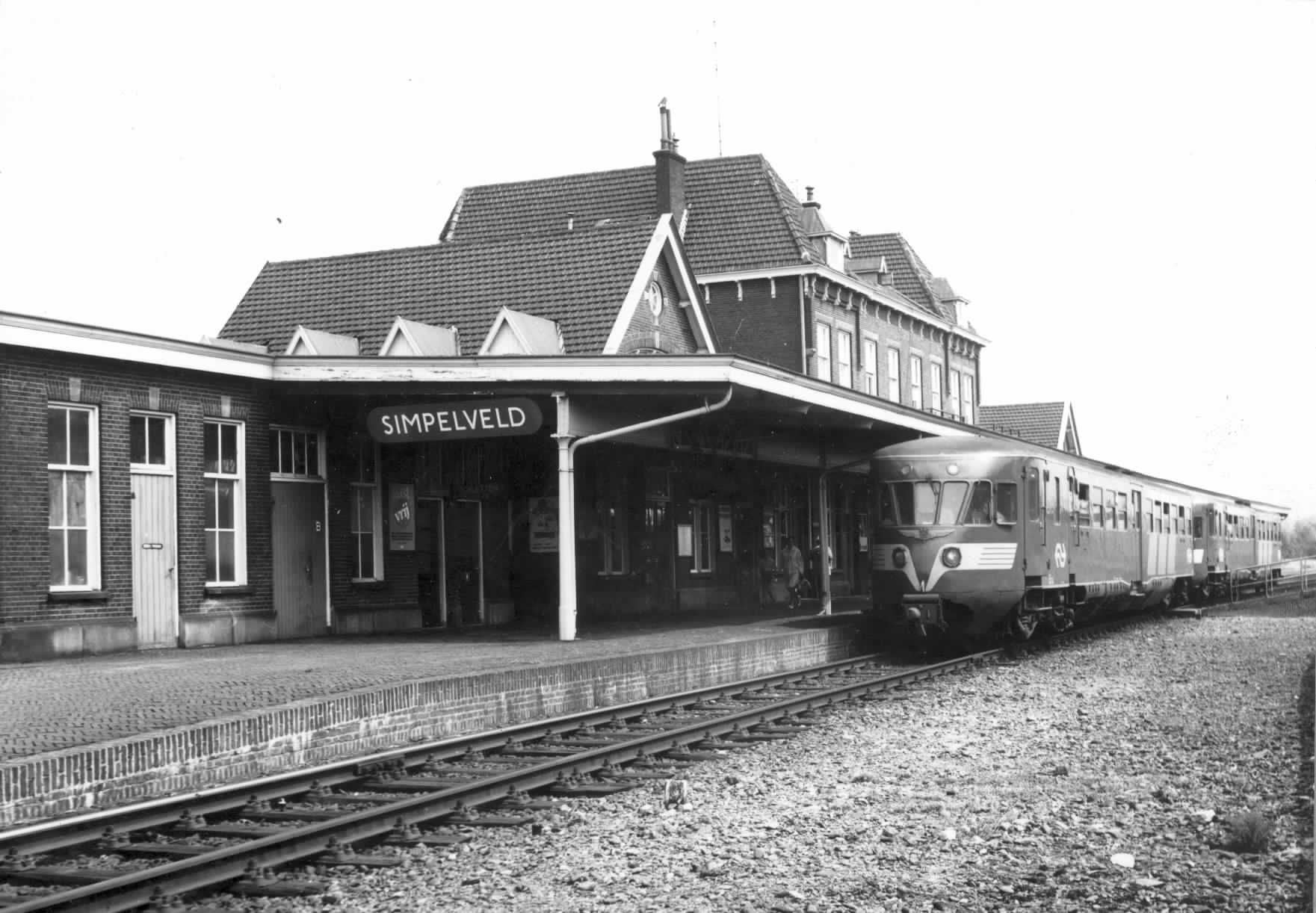
Station Simpelveld met twee gekoppelde diesel-elektrische treinstellen DE 1 (serie 21-50); 1 oktober 1970.

ZHESM-materieel · Mat '24 · Verbrandingsmotorrijtuigen omBC · Stroomlijnmotorrijtuig omBC · Blauwe Engel · Kameel · Motorpost · DH 1 (Wadloper) · mDDM